# Donskoï (ville)
Pour les articles homonymes, voir Donskoï.
Donskoï (en russe : Донско́й) est une ville de l'oblast de Toula, en Russie. Sa population s'élevait à 61 477 habitants en 2021.

## Géographie
Donskoï est située sur le cours supérieur du Don, à 8 km au sud de Novomoskovsk et à 52 km au sud-est de Toula.

## Histoire
La première mention de la localité remonte à 1572. La région fut d'abord appelée Bobriki, nom provenant de la rivière Bobrik, formé à partir de Bobr – castor en français –, et date probablement de l'époque où ces animaux étaient nombreux dans les cours d'eau de la Russie centrale.
En 1773–1776, l'impératrice Catherine la Grande créa à Bobriki un établissement pour établir son fils naturel, et sa famille reçut le nom de Bobrinski. Aujourd'hui, seuls l'église (1778) et le mausolée de la famille Bobrinski ont survécu.
En 1881, des gisements de lignite furent découverts dans les environs et une cité minière pour les ouvriers fut créée à côté. Elle fut nommée Donskoï, en raison de la proximité du Don. En 1939, Donskoï reçut le statut de ville.
En 2005, la ville de Severo-Zadonsk (17 249 habitants au recensement de 2002) et les communes urbaines de Komsomolski, Novoougolny, Podlesny, Roudnev, Sadonie et Chachtiorski (au total 19 659 habitants en 2002) fusionnèrent avec Donskoï, de sorte que la population de la ville fit plus que doubler. La population totale est néanmoins en baisse depuis le milieu des années 1980.

## Population
Recensements ou estimations de la population :
| 1939*  | 1959*  | 1970*  | 1979*  | 1989*  | 2002*  |
| ------ | ------ | ------ | ------ | ------ | ------ |
| 13 385 | 30 310 | 33 402 | 35 411 | 36 158 | 32 745 |

| 2006   | 2010*  | 2012   | 2013   | 2014   | 2015   |
| ------ | ------ | ------ | ------ | ------ | ------ |
| 66 733 | 64 552 | 64 368 | 64 266 | 63 955 | 64 403 |

| 2016   | 2017   | 2018   | 2019   | 2020   | 2021   |
| ------ | ------ | ------ | ------ | ------ | ------ |
| 64 201 | 63 842 | 63 631 | 63 014 | 62 621 | 61 477 |

## Économie
Les principales entreprises de Donskoïe sont :
- OAO Donskaïa Mebel (ОАО "Донская Мебель") : meubles de bureau.
- OAO Dokofa (ОАО "Докофа") : articles en cuir.